# Charles Camp Doolittle
Charles Camp Doolittle (16 mars 1832 - 20 février 1903) est un commis de magasin, général de l'armée de l'Union pendant la guerre de Sécession, et caissier de banque.

## Avant la guerre
Doolittle naît à Burlington, Vermont, fils de Matthew Doolittle. Il part à l'âge de quatre ans avec ses parant à Montréal, au Québec, où il suit sa scolarité. À la suite de difficultés financières de son père, il est obligé de quitter l'école à quinze ans pour commencer à travailler. Il part à New York, en 1847, s'installant définitivement à Hillsdale, Michigan, où il est commis de magasin.

## Guerre de Sécession
Il est promu premier lieutenant dans la compagnie E, du 4th Michigan Infantry le 20 juin 1861, et il est promu capitaine de la compagnie H le 20 août 1861. Son régiment participe à la campagne de la Péninsule, où il est blessé à la bataille de Gaines' Mill le 28 juin 1862. Il est promu colonel et assume le commandement du 18th Michigan Infantry le 13 août 1862. Doolittle et son régiment servent sur le théâtre occidental pendant la durée de la guerre, avec différentes missions dans le Kentucky, le Tennessee, l'Alabama et la Géorgie. 
Il sert en tant que prévôt marshall à Nashville, au Tennessee. Il participe à la bataille de Nashville en tant que commandant de la première brigade de la troisième division du XXIII corps.
Ses troupes participent à la défense d'Athens, en Alabama, contre la cavalerie confédérée sous le commandement de Joseph Wheeler et de Decatur, en Alabama, contre John Bell Hood.
Le 22 avril 1865, le président Andrew Johnson nomme Doolittle brigadier général des volontaires avec une date de prise de rang au 27 janvier 1865. Le président Abraham Lincoln avait nommé Doolittle pour une nomination au 30 janvier 1865, et le sénat américain a confirmé la nomination le 14 février 1865, mais Lincoln n'a pas pu faire la nomination officielle avant d'être assassiné. Doolittle est libéré du service des volontaires, le 30 novembre 1865. Le 24 février 1866, le président Johnson propose Doolittle pour la nomination au brevet de major général des volontaires, avec une date de prise de rang au 13 mars 1865, et le sénat américain confirmé la nomination, le 4 mai 1866.

## Après la guerre
Après la guerre, il est caissier à la Merchant's National Bank à Toledo, en Ohio. Il est aussi doyen de l'église presbytérienne de Westminster. Il est enterré dans le cimetière de Woodlawn à Tuledo.